# Fortificaciones de Vauban
Las Fortificaciones de Vauban son doce fortalezas construidas en las fronteras oeste, norte y este de Francia. Fueron diseñadas por Sébastien Le Prestre (Vauban) (1633-1707), siendo añadidas en 2008 a la lista de Patrimonio de la Humanidad por la Unesco.

## Lista de las fortalezas
| Código   | Nombre | Localidad                                     | Extensión                                                | Coordenadas                                |
| -------- | --- | --------------------------------------------- | -------------------------------------------------------- | ------------------------------------------ |
| 1283-001 | Ciudadela | Arrás, Paso de Calais                         | Zona de protección: 47 ha. Zona de respeto: 232 ha.      | 50°16′57″N 2°45′32″E / 50.28250, 2.75889   |
| 1283-002 | Ciudadela, recinto amurallado y Fuerte Griffon                                                                                         | Besanzón, Doubs                               | Zona de protección: 195 ha. Zona de respeto: 716 ha.     | 47°14′10″N 6°1′37″E / 47.23611, 6.02694    |
| 1283-003 | Ciudadela de Blaye, Fuerte Paté y Fuerte Médoc.                                                                                        | Blaye - Cussac-Fort-Médoc, Gironda            | Zona de protección: 161 ha. Zona de respeto: 604 ha.     | 45°7′18″N 00°40′24″O / 45.12167, -0.67333  |
| 1283-004 | Recinto urbano amurallado, Fort des Salettes, Fort des Trois-Têtes, Fort du Randouillet, elementos de comunicación y puente de Asfeld. | Briançon, Altos Alpes                         | Zona de protección: 126 ha. Zona de respeto: 604 ha.     | 44°53′47″N 06°38′55″E / 44.89639, 6.64861  |
| 1283-005 | Tour dorée (lit. Torre dorada) conocida como Torre Vauban                                                                              | Camaret-sur-Mer, Finisterre                   | Zona de protección: 0,16 ha. Zona de respeto: 187 ha.    | 48°16′48″N 04°35′30″O / 48.28000, -4.59167 |
| 1283-006 | Plaza fuerte | Longwy, Meurthe y Mosela                      | Zona de protección: 30 ha. Zona de respeto: 188 ha.      | 49°31′25″N 05°45′54″E / 49.52361, 5.76500  |
| 1283-007 | Plaza fuerte | Mont-Dauphin, Altos Alpes                     | Zona de protección: 0,6 ha. Zona de respeto: 7,09 ha.    | 44°40′7″N 06°37′30″E / 44.66861, 6.62500   |
| 1283-008 | Recinto amurallado y ciudadela | Mont-Louis, Pirineos Orientales               | Zona de protección: 146 ha. Zona de respeto: 1216,51 ha. | 42°30′36″N 2°7′11″E / 42.51000, 2.11972    |
| 1283-009 | Plaza fuerte | Neuf-Brisach, Alto Rin                        | Zona de protección: 136 ha. Zona de respeto: 240 ha.     | 48°1′3″N 7°31′39″E / 48.01750, 7.52750     |
| 1283-010 | Recinto amurallado urbano y ciudadela                                                                                                  | Saint-Martin-de-Ré, Charente Marítimo         | Zona de protección: 132 ha. Zona de respeto: 319 ha.     | 46°12′10″N 01°21′55″O / 46.20278, -1.36528 |
| 1283-011 | Torres vigías | Saint-Vaast-la-Hougue y Tatihou, Mancha       | Zona de protección: 223 ha. Zona de respeto: 996 ha.     | 49°34′52″N 01°15′28″O / 49.58111, -1.25778 |
| 1283-012 | Recinto amurallado, Fort Libéria y Cova Bastera.                                                                                       | Villefranche-de-Conflent, Pirineos Orientales | Zona de protección: 6 ha. Zona de respeto: 165 ha.       | 42°35′17″N 02°21′58″E / 42.58806, 2.36611  |

Dos lugares considerados en un principio fueron eliminados de la lista final:
- Bazoches, Nièvre: castillo
- Le Palais, Morbihan: ciudadela de Belle-Île-en-Mer y murallas.

## Galería

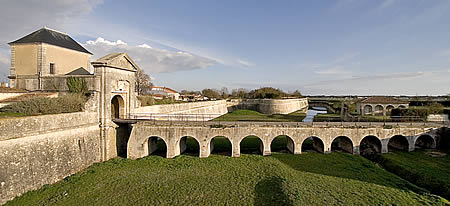
La Porte des Campani Saint-Martin-de-Ré - Isla de Ré.
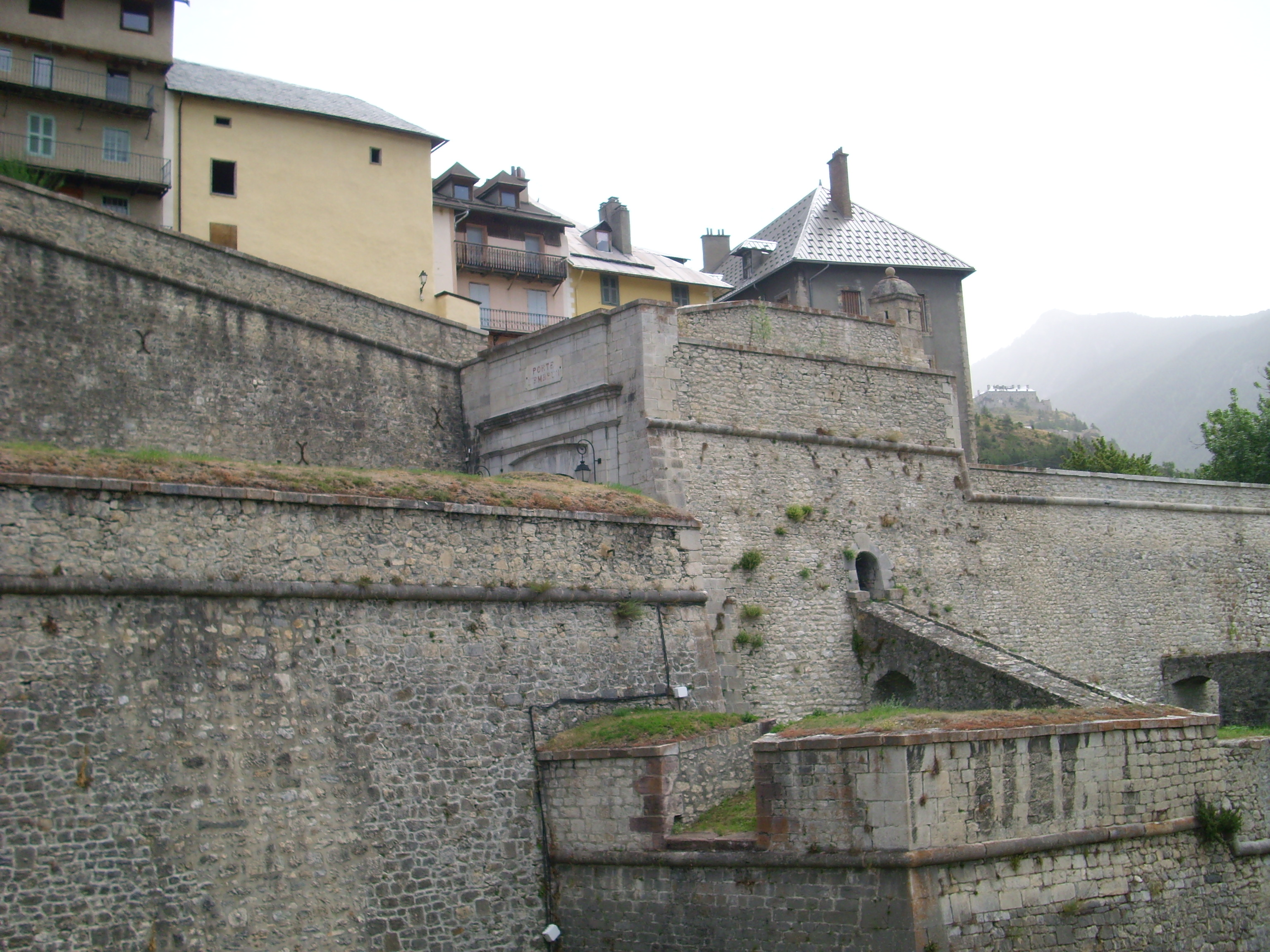
La porte d'Embrun y las murallas de Briançon.
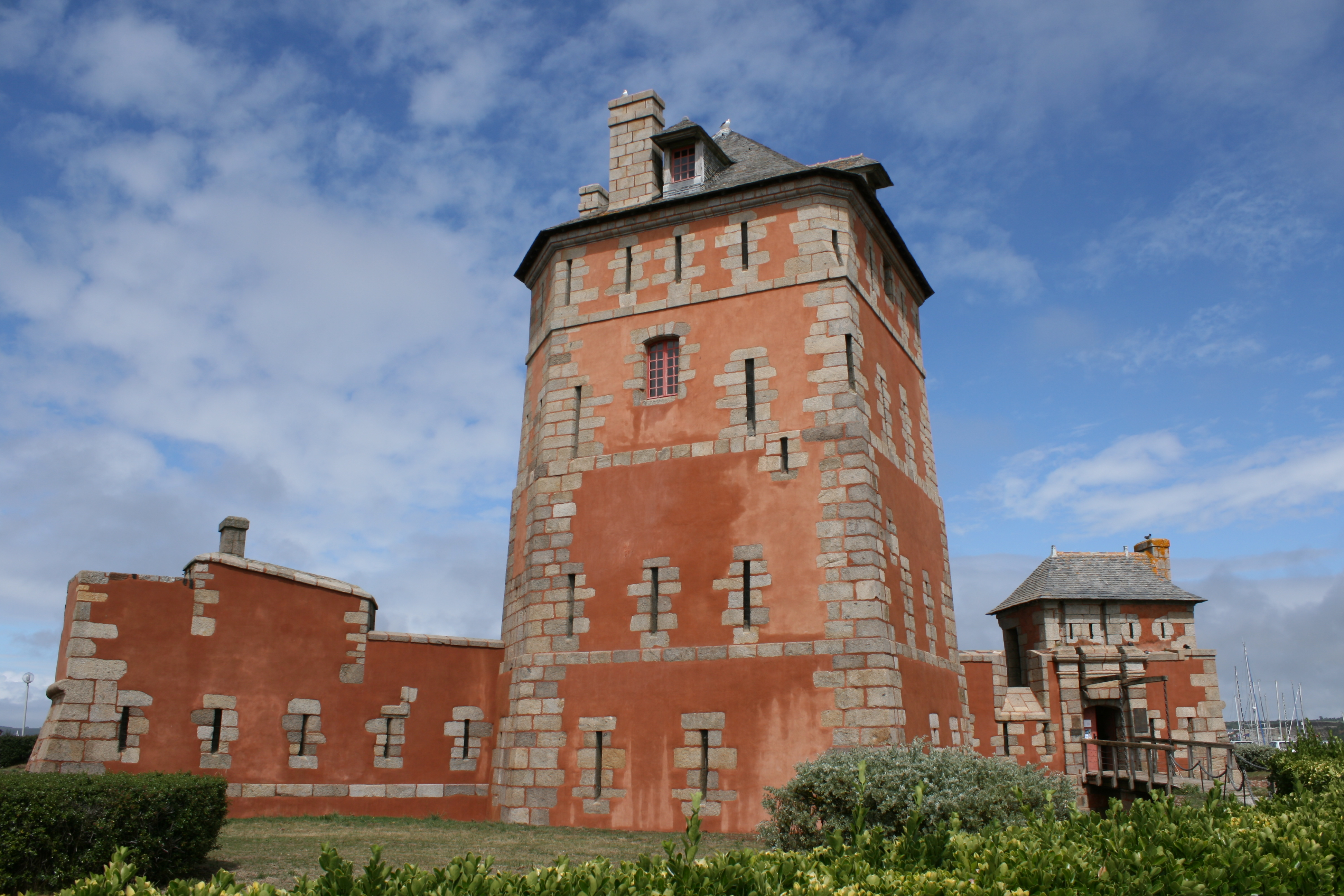
La Tour-Dorée de Camaret-sur-Mer.
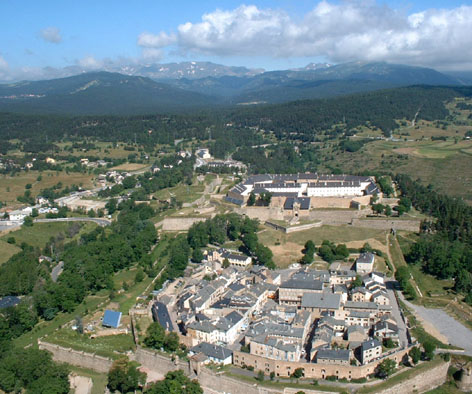
Mont-Louis.
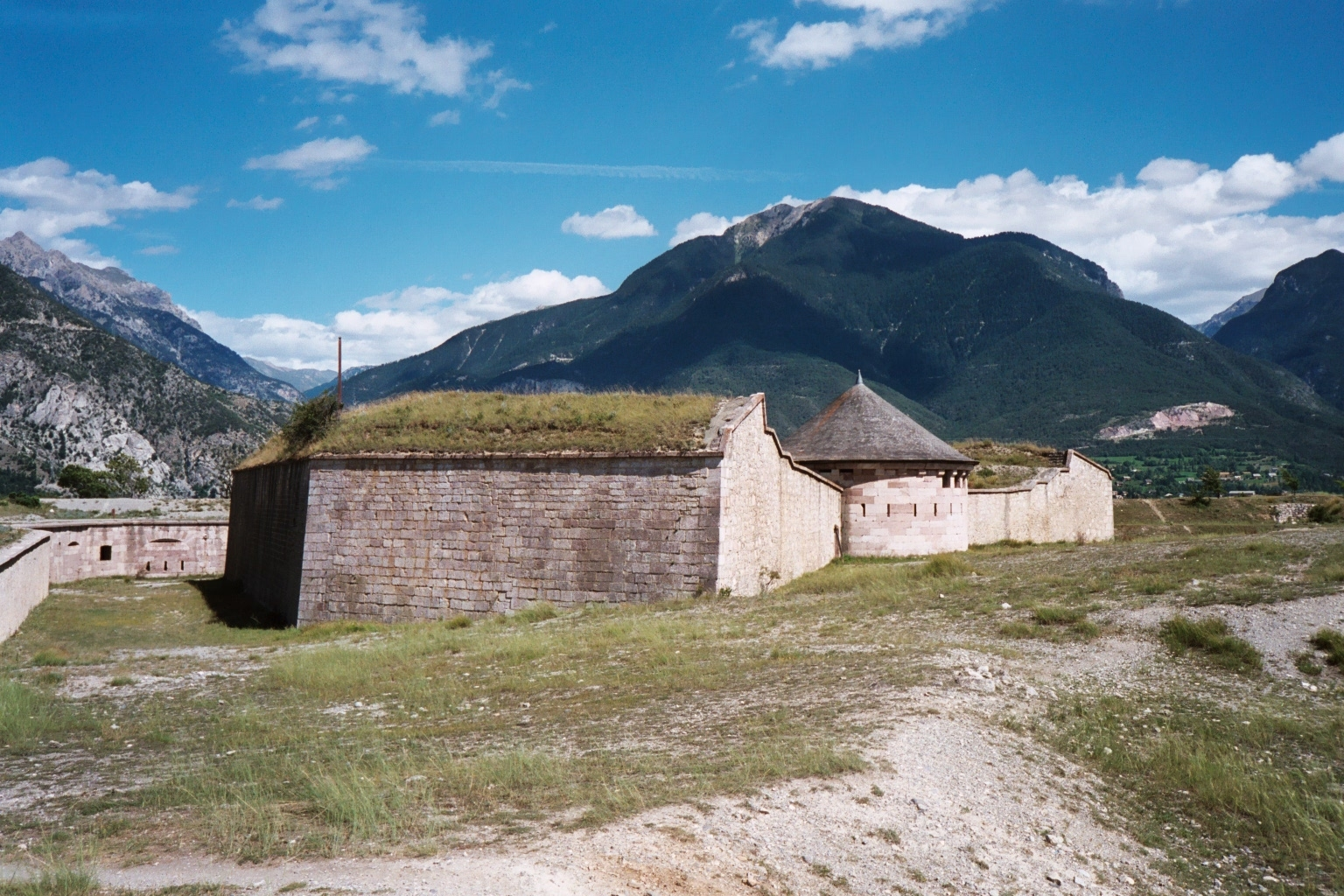
Plaza fuerte de Mont-Dauphin.
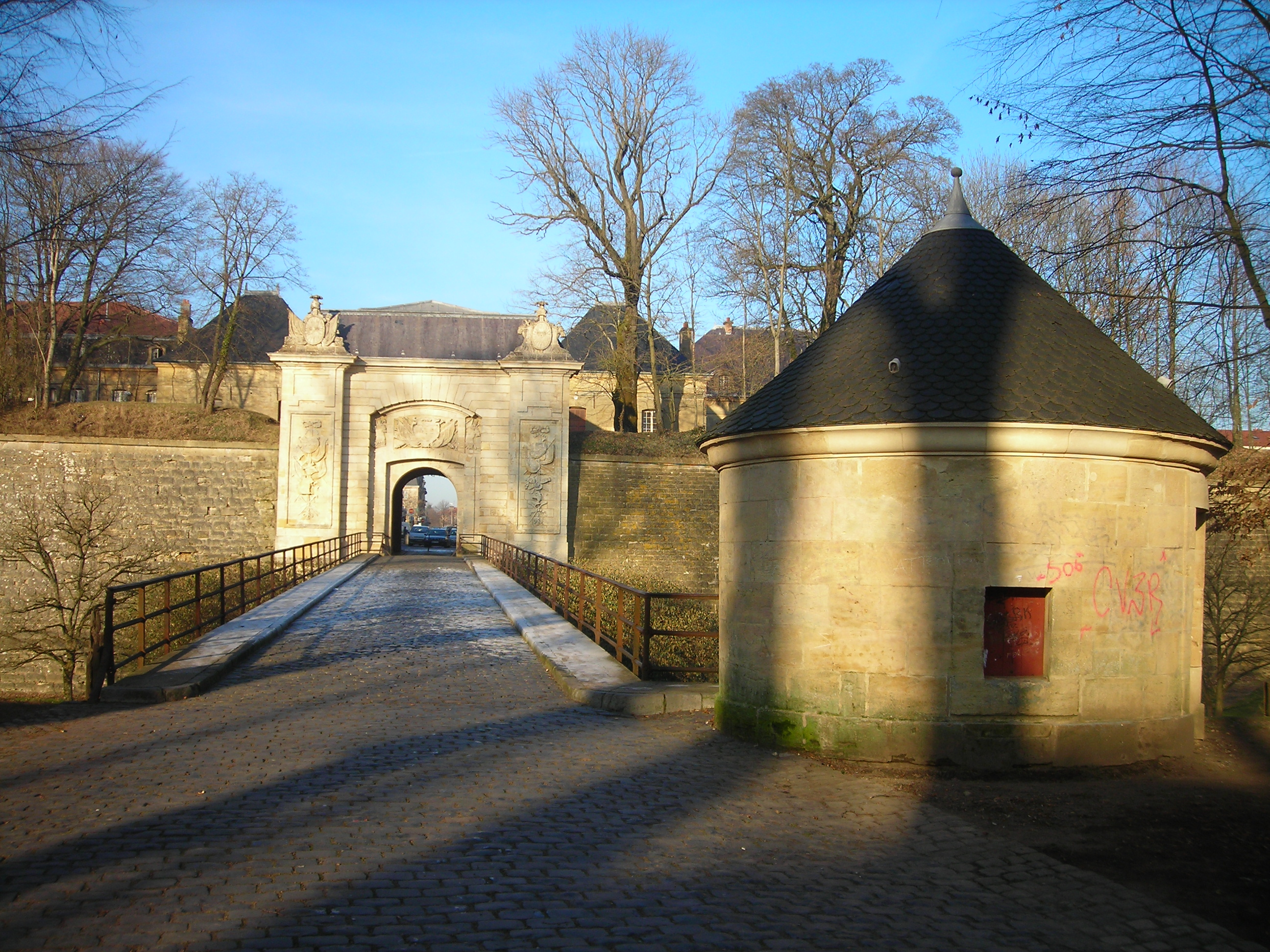
Plaza fuerte de Longwy.
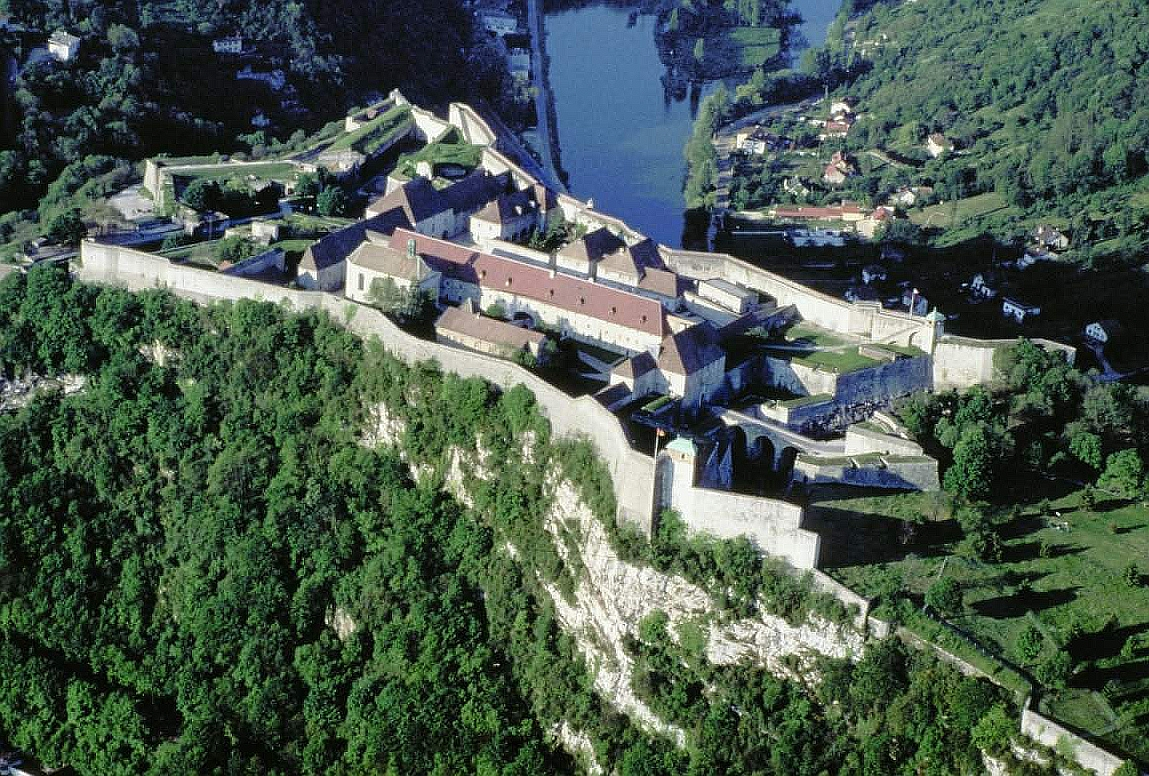
Ciudadela de Besanzón.
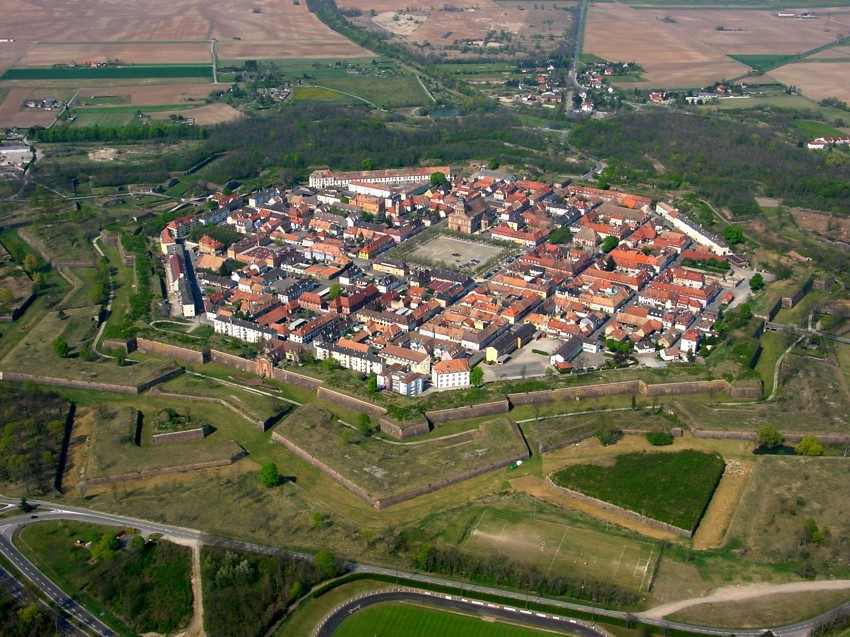
Recinto amurallado de Neuf-Brisach.
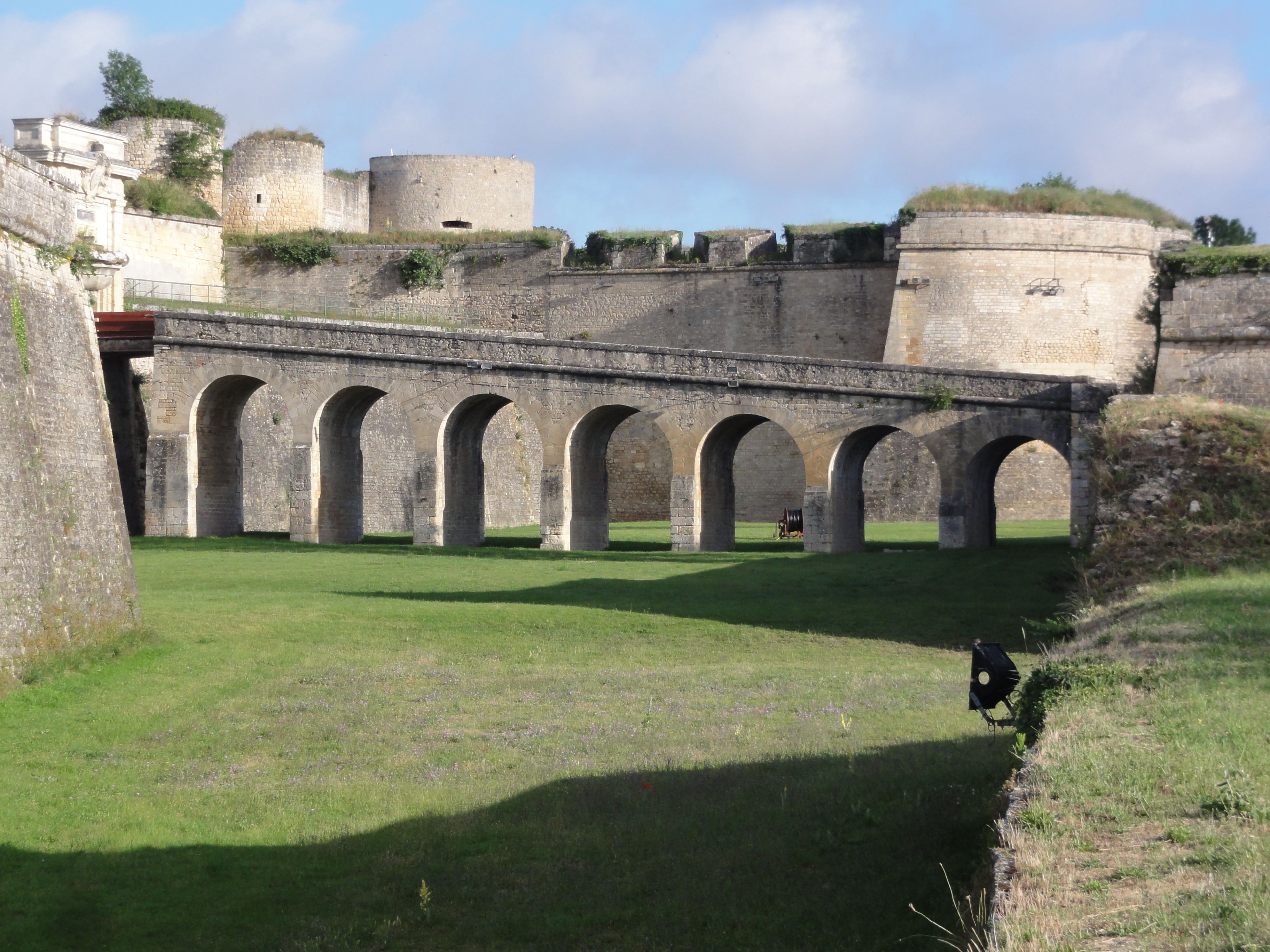
Ciudadela de Blaye.